# Феофан (Туляков)
Митрополит Феофа́н (в миру Васи́лий Степа́нович Туляко́в; 25 февраля 1864, Санкт-Петербург — 4 октября 1937, Горький) — епископ Русской православной церкви, митрополит Горьковский и Арзамасский.

## Биография
Происходил из петербургского купеческого рода Туляковых. Родился 25 февраля 1864 года в семье потомственного почётного гражданина Степана Васильевича Тулякова. Мать — потомственная дворянка, дочь военного врача, владелица имения.
С детства хотел стать монахом и священником, но по настоянию родителей поступил в Санкт-Петербургское коммерческое училище.
Во время учёбы обратился за советом к митрополиту Московскому и Коломенскому Макарию (Булгакову), который благословил его на приготовление к такому служению, посоветовав поступить в богословские классы семинарии.
На 17-м году жизни начал изучать древние языки и прочие предметы по программе духовной семинарии. По рекомендации ректора семинарии Н. И. Розанова учителями молодого студента Тулякова для приготовления его к экзаменам стали братья Семён и Тимофей Налимовы. В 1883 году Василий поступил в богословский класс Санкт-Петербургской духовной семинарии, которую окончил в 1885 году и поступил в Санкт-Петербургскую духовную академию.
В 1889 году окончил Санкт-Петербургскую духовную академию со степенью кандидата богословия за сочинение «Критический разбор главнейших возражений против возможности чудес и необходимость последних для богооткровенной религии» с правом получения степени магистра без нового устного испытания.
На соискание степени магистра богословия он представил сочинение на тему: «Чудо, христианская вера в него и её оправдание. Опыт апологетико-этического исследования». Советом академии оно было принято на соискание степени магистра и разрешено к печати.
Намеревался принять монашество ещё в академии, но при этом его смущало, что желание пострига сочеталось у него с намерением сделать карьеру, достигнув епископского сана. Обратившись за помощью к епископу Феофану (Говорову), более известному как Феофан Затворник, он получил следующий совет: «Если с принятием монашества у вас соединяется что-нибудь постороннее, то лучше в монашество совсем не постригаться, а жить в миру и стремиться быть искренним христианином». Последовал совету владыки и уехал в материнское имение, где в течение почти пятнадцати лет занимался сельским хозяйством и изучал труды церковных писателей-аскетов.

### Монах и наместник Александро-Невской лавры
Только придя к заключению, что более не мечтает о епископстве, стал послушником Александро-Невской лавры (с 23 апреля 1905), 11 октября 1905 пострижен в монашество, с 21 октября иеродиакон, с 22 октября 1905 иеромонах. С 16 января 1907 года заведовал одним из имений лавры.
С 5 ноября 1908 года архимандрит, с 16 ноября назначен членом Духовного собора лавры и заведующий новосозданным Серафимо-Антониевским скитом.
С 1 февраля 1909 года наместник Свято-Троицкой Александро-Невской Лавры. Во время Первой мировой войны организовал в лавре госпиталь на 100 кроватей; на средства лавры содержался также военно-полевой госпиталь Красного Креста.

### Награды
Награждён орденами св. Анны II степени, сербским св. Саввы II степени (1911), св. Владимира IV (1913) и III (1916) степени, золотым наперсным крестом с украшениями (1913).

### Архиерей
31 мая 1915 года возведён в сан епископа Кронштадтского, четвёртого викария Петроградской епархии.
6 июля 1916 года назначен епископом Калужским и Боровским. Жил в Калуге в Торубаевском переулке (ныне — 2-й Красноармейский переулок).
В послании от 6 марта 1917 года, вызванном отречением императора Николая II, епископ Феофан, напомнив, что всё свершается по Воле Божией, призвал свою паству успокоиться, не возмущаться, но вдвое больше молиться, трудиться и жертвовать на дело победы. Тогда же епископом Феофаном была отправлена телеграмма Председателю Государственной Думы Николая Родзянко, в которой он, выражая верноподданнические чувства новой власти, просил поддержать законность и порядок.
В 1917—1918 годах член Поместного Собора Православной Российской Церкви, участвовал в 1-2-й сессиях, член Судной комиссии при Совещании Епископов, председатель XIX и член III, XI, XVI отделов.
В 1922 году арестован, признал обновленческое ВЦУ и был освобождён, затем объявил о его неканоничности и был уволен на покой, после покаяния пребывал в Холмогорском монастыре. В 1924 году сослан на 2 года в Псковскую губернию.
Принял Декларацию митрополита Сергия (Страгородского) от 29 июля 1927 года и получил назначение на кафедру по месту ссылки: с 16 сентября 1927 года архиепископ Псковский и Порховский.
С 12 ноября 1935 года митрополит Горьковский и Арзамасский.
21 февраля 1936 года закрылся Горьковский епархиальный совет, и канцелярия митрополита уведомила благочинных епархии, что митрополит Феофан переехал в город Семёнов.

### Арест и гибель
25 июля 1937 года помещён в спецкорпус Нижегородской тюрьмы и подвергнут пыткам (в частности, находился в подвальной камере, которую заливали водой). В следственном деле практически отсутствуют рукописные протоколы допросов (исключая стандартные анкеты). Единственный машинописный протокол от 31 августа 1937 года подписан владыкой. В нём он признал себя виновным «в создании фашистской организации на территории Горьковской области», действовавшей на основании директив «Московского церковно-фашистского центра», руководимого митрополитом Сергием (Страгородским), который «состоит на службе в английской разведке». В обвинительном заключении фигурировали и другие преступления: организация пожара на салотопном заводе, шпионаж в пользу Англии. 21 сентября 1937 года Особой Тройкой НКВД по Горьковской области приговорён к расстрелу, 4 октября приговор был приведён в исполнение.

## Сочинения
- Речь при наречении во епископа Кронштадского // Прибавление к «Церковным ведомостям». 1915. № 24. С. 719.
- Чудо, христианская вера в него и её оправдание. Опыт апологетического исследования. Пг., 1915.
- Отцам диаконам и псаломщикам Калужской епархии // Калужский церковно-общественный вестник. 1916. № 28/29.
- Архипастырские послания; Христос воскресе!; Предложение; В Калужскую духовную консисторию // Калужский церковно-общественный вестник. 1917. № 5, 8-13, 17, 21, 24/25.
- К прихожанам пред избранием кандидата на должность священника // Духовная беседа. 1917. № 10.
- Всем верным чадам Калужской Церкви // Церковь и жизнь. 1922. № 1.